# Altmärkische Höhe
Altmärkische Höhe település Németországban, azon belül Szász-Anhalt tartományban. Lakosainak száma 1779 fő (2023. december 31.).

## Népesség
A település népességének változása:
| Lakosok száma | 2011 | 1872 | 1849 | 1810 | 1813 | 1779 |
|               | 2012 | 2017 | 2019 | 2021 | 2022 | 2023 |